# Estación de Ospitalea/Hospital
Ospitalea/Hospital es una estación del tranvía de Bilbao. Se sitúa junto al Hospital Universitario de Basurto-Basurtuko Unibertsitate Ospitalea, conectando con la estación de Basurto Hospital de Renfe Cercanías AM.
La estructura de la parada es la habitual, compuesta por un módulo que integra los servicios de expendedor de billetes, teléfono y reloj digital, y unidades de energía, comunicación y tráfico, unido a un pórtico acristalado en cuyo extremo se ubica un panel publicitario.
Al principio fue llamada Basurto pero, tras la ampliación de la línea en 2012, esta se renombró por su actual nombre, a llamarse Basurto la siguiente parada.

## Accesos
- C/ Gurtubay, 16